# Willie Overtoom
William „Willie” Steve Overtoom (ur. 2 września 1986 w Bertoui) – kameruński piłkarz grający na pozycji ofensywnego pomocnika.

## Kariera klubowa
Ojciec Overtooma jest Holendrem, a matka pochodzi z Kamerunu. Overtoom swoją karierę rozpoczął w Holandii, w AZ Alkmaar. W 2005 roku awansował do kadry pierwszej drużyny, jednak nie zadebiutował w niej w Eredivisie. Na sezon 2006/2007 został wypożyczony do grającego w Eerste divisie, Telstaru. Z kolei w sezonie 2007/2008 grał w HVV Hollandia, w Topklasse.
W 2008 roku Overtoom przeszedł do Heraclesu Almelo. Zadebiutował w nim 31 sierpnia 2008 w wygranym 3:1 domowym meczu z Feyenoordem. W zespole Heraclesu występował do końca 2012 roku.
Na początku 2013 roku Overtoom wrócił do AZ Alkmaar. Swój debiut w nim zanotował 2 lutego 2013 w przegranym 0:1 domowym meczu z FC Groningen.
Latem 2014 Overtoom przeszedł do SV Zulte Waregem.
| Sezon   | Klub             | Kraj     | Rozgrywki      | Mecze | Bramki |
| ------- | ---------------- | -------- | -------------- | ----- | ------ |
| 2005/06 | AZ Alkmaar       | Holandia | Eredivisie     | 0     | 0      |
| 2006/07 | Telstar          | Holandia | Eerste divisie | 9     | 0      |
| 2007/08 | HVV Hollandia    | Holandia | Topklasse      | ?     | ?      |
| 2008/09 | Heracles Almelo  | Holandia | Eredivisie     | 27    | 3      |
| 2009    | Heracles Almelo  | Holandia | Eredivisie     | 33    | 8      |
| 2010/11 | Heracles Almelo  | Holandia | Eredivisie     | 34    | 15     |
| 2011/12 | Heracles Almelo  | Holandia | Eredivisie     | 31    | 9      |
| 2012/13 | Heracles Almelo  | Holandia | Eredivisie     | 18    | 5      |
| 2012/13 | AZ Alkmaar       | Holandia | Eredivisie     | 9     | 1      |
| 2013/14 | AZ Alkmaar       | Holandia | Eredivisie     | 7     | 0      |
| 2014/15 | SV Zulte Waregem | Belgia   | Eerste klasse  | 5     | 0      |

## Kariera reprezentacyjna
W reprezentacji Kamerunu Overtoom zadebiutował 26 maja 2012 roku w wygranym 2:1 towarzyskim meczu z Gwineą, rozegranym w Amanvillers.